# Габријелини (Парма)
Габријелини је насеље у Италији у округу Парма, региону Емилија-Ромања.
Према процени из 2011. у насељу је живело 8 становника. Насеље се налази на надморској висини од 553 м.